# Vojtěch Cikrle
Vojtěch Cikrle (Brno-Bosonohy, 20. srpnja 1946. - ) je 13. biskup Brnske biskupije, imenovao ga je 14. veljače 1990. papa Ivan Pavao II. nasljedivši tako Karela Skoupog. Za svećenika je zaređen 27. lipnja 1976. u Brnu.

## Životopis
Vojtěch Cikrle rodio se 20. srpnja 1946. u mjestu Brno-Bosonohy, nedaleko Brna, u vrijeme uspostave Čehoslovačke i njezine komunističke vlasti. Upravo ga je ta vlast spriječila da studira teologiju, pa je diplomirao u Višoj strukovnoj školi u Brnu. Neko vrijeme radio je kao radnik u tvornici u Brnu, nakon čega sudjeluje u "javnim radovima" izgradnje autoceste D1 između Praga i Brna. Nakon dvogodišnje vojne službe (1969. – 1971.) u Českim Budějovicama diplomirao je na Bogoslovnom fakultetu u Litomericama, nakon čega je bio zaređen za svećenika 27. lipnja 1976. godine u Brnu. Od 1976. do 1982. radio je kao župnik u raznim župama u Brnu (Jaroměřice nad Rokytnou, Jihlava, Znojmo, Austerlitza i Velke Němčice Starovice). Nakon službe župnika sve do 1990. radio je na Katoličkom bogoslovnom fakultetu u Litomericama, gdje je i studirao i diplomirao, sve dok ga papa Ivan Pavao II. nije 14. veljače 1990. zaredio kao 13. biskupa Brnske biskupije.

## Vanjske poveznice
- Vojtěch Cikrle (češ.) u bazi biskupa i svećenika
- Vojtěch Cikrle: Moj pogled župe (češ.) videokonferencija sa susreta "Župa je mjesto za sve?"
- Službeni životopis (češ.)